# Цукаса Шиотани
Цукаса Шиотани (јап. 塩谷 司; 5. децембар 1988) јапански је фудбалер.

## Каријера
Током каријере је играо за Мито ХолиХок, Санфрече Хирошима и Al Ain FC.

## Репрезентација
За репрезентацију Јапана дебитовао је 2014. године. За тај тим је одиграо 2 утакмице.

## Статистика
| Јапан  | Јапан   | Јапан  |
| Година | Наступи | Голови |
| ------ | ------- | ------ |
| 2014.  | 2       | 0      |
| Укупно | 2       | 0      |